# ياوست
ياوست (تُلفظ بالألمانية: [ˈjyːst]) هي جزيرة وبلدية بضاحية Aurich في سكسونيا السفلى في ألمانيا.

## أعلام
- فريتز هافنر